# 谷川翔
谷川 翔（たにがわ かける、1999年2月15日 - ）は、日本の体操競技選手。

## 経歴
千葉県船橋市出身。実兄、谷川航の影響で小学1年次から地元の健伸スポーツクラブで体操競技を始めた。2013年の全国中学校体操選手権で個人総合優勝。船橋市立船橋高等学校在校中の2016年には、全日本ジュニア体操選手権で個人総合優勝を果たす。
冨田洋之がコーチを務める順天堂大学に進学。2018年4月に開催された第72回全日本選手権では、内村航平、白井健三を抑えて史上最年少（19歳2ヶ月）でチャンピオンとなった。
2019年4月、平成最後の大会となった第73回全日本選手権では、男子個人総合で2連覇を達成。同年5月に開催された第58回NHK杯では、谷川航、萱和磨らの追い上げを振り切り初優勝、令和最初のチャンピオンとなった。
子役としてNHKの時代劇「柳生十兵衛七番勝負 最後の闘い」（2007年放送）に主人公・柳生十兵衛（村上弘明）の幼少時代で出演した過去を持つ。

## 人物
実兄は同じく体操選手の谷川航。
好きな言葉は「Never give up」。
趣味はグミを食べること。
好きな銘柄は「コロロ」。
性格は「自分はけっこう周りに合わせるタイプ」。
兄の航いわく「愛想が悪いけど、怒ってるわけじゃない。優しい」。
憧れの選手は 兄の航と冨田洋之。
2022年4月1日、自身のInstagram、Twitterにて結婚を報告。
2022年6月19日、全日本種目別選手権にて兄航と共に世界選手権日本代表に内定。 
2022年9月20日、第一子が誕生。
過去に、TBSの歌番組「うたばん」に出演して、バク転を披露したことがある。

## 主な競技成績
- 2013年
  - 全国中学校体操選手権 - 個人総合：優勝
- 2016年
  - 全日本ジュニア体操選手権 - 個人総合：優勝
  - リューキン国際招待 - 個人総合：優勝
- 2017年
  - 全日本選手権 - 個人総合：22位
  - NHK杯 - 個人総合：28位
  - 東日本学生選手権 - 団体：優勝、個人総合：9位
  - 全日本種目別 - あん馬：4位
- 2018年
  - 全日本選手権 - 個人総合：優勝
  - NHK杯 - 個人総合：4位
  - 東日本学生選手権 - 団体：優勝、個人総合：2位
  - 全日本種目別 - 平行棒：2位、あん馬：6位、ゆか：7位
  - 全日本学生選手権 - 団体：2位、個人総合：4位
  - アジア大会 - 団体：2位、個人総合：4位、ゆか：8位
  - スーパーファイナル - 個人総合：6位
  - 豊田国際 - 平行棒：2位、ゆか：6位
- 2019年
  - 全日本選手権 - 個人総合：優勝（2連覇）
  - NHK杯 - 個人総合：優勝
  - 東日本学生選手権 - 団体：2位、個人総合：2位、ゆか：1位、平行棒：4位、つり輪：8位
- 2023年
  - アジア大会 - 団体：2位、平行棒：3位、鉄棒：3位[11]

小学一年生の時にうたばんチルドレンとして出演あり。
当時は修二と彰との対決。